# فرشته‌های جهنم (فیلم)
فرشته‌های جهنم (انگلیسی: Hell's Angels) فیلمی در ژانر جنگی و درام به کارگردانی هوارد هیوز، جیمز ویل، و ادموند گولدینگ است که در سال ۱۹۳۰ منتشر شد. از بازیگران آن می‌توان به جین هارلو، بن لیون، جیمز هال و جین ونتون اشاره کرد.